# 徐道行

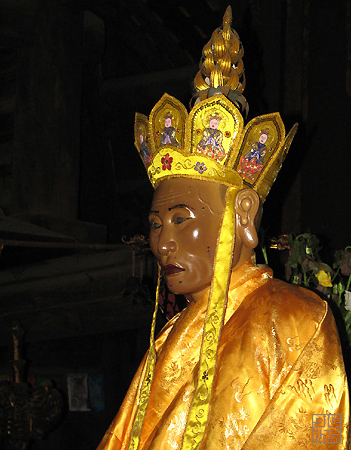
徐道行

徐道行（越南语：／；1072年—1116年），越南李朝僧侶。名徐路，字道行。其父是李朝的僧官都察，在安朗鄉娶曾氏鸞為妻，生下了徐道行。徐道行少事遊俠，倜儻有大志，舉止人莫能測。他與儒者費生、道士黎全義、伶人潘乙相友善，白天以吹笛子、擊球、搏戲為樂，夜晚則讀書。後來參加僧鄉試，中白蓬科。後來徐道行成為昇龍天福寺（今河內師廟）的禪師。他佛學知識淵博，擅長詩文。
越南民間有很多徐道行的傳說。《嶺南摭怪》中便有徐道行用法術為父親報仇的傳說。相傳李神宗是徐道行的轉世。